# Ilsenburg
Ilsenburg là một đô thị ở huyện Harz, trong bang Sachsen-Anhalt, Đức. Đô thị Athenstedt có diện tích 63,1 km².